# Ctenoscelis ater
Ctenoscelis ater  (лат.) — вид жуков-усачей из подсемейства прионин. Распространён на северо-востоке Южной Америки в  северной Бразилии (штате Амапа), в Венесуэле, Гайане и Французской Гвиане.